# Сербул, Эдуард Сергеевич
Эдуард Сергеевич Сербул (укр. Едуард Сергійович Сербул; род. 14 апреля 1993, Вознесенск, Николаевская область) — украинский футболист, защитник и полузащитник.

## Игровая карьера
Воспитанник одесского «Черноморца». С 2006 по 2010 год выступал в чемпионате ДЮФЛ, где провел 70 матчей (5 голов). В 2010 году дебютировал на профессиональном уровне в составе фарм-клуба одесского «Черноморца», после чего был переведен в молодежный (U-21) состав.
Подключался к основной команде, где тренировался под руководством Романа Григорчука, но дебютировать в основном составе «Черноморца» в Премьер-лиге Эдуарду да и не удалось. В межсезоннье сезона 2011/2012 он покинул состав «моряков», присоединившись к составу донецкого «Металлурга».
В Донецке Эдуард выступал в составе юношеской (17 матчей) и молодежной команд, где работал сначала под руководством Александра Зотова, а впоследствии перешел в команду Сергея Шищенко. По завершении сезона покинул состав «металлургов» и подписал контракт с ужгородской «Говерлой». Пробиться в основной состав команды Вячеслава Грозного Эдуарду удалось дважды, однако в обоих случаях он остался в запасе, в основном выступая за команду дублеров.
В 2015 году после многолетнего опыта в молодежных командах Сербул перебрался в иностранный чемпионат, а именно в первую лигу Литвы где выступал за клуб «Джюгас». В марте 2017 года подписал контракт с черновицкой «Буковиной». По завершении сезона по обоюдному согласию сторон прекратил сотрудничество с черновицким клубом.
Осенью того же года играл за второлиговый клуб «Реал Фарма». С сезона 2019/20 выступал за клуб из высшего дивизиона Чемпионата Черногории: «Грбаль» из города Радановичи. В марте 2020 года подписал контракт с винницкой «Нивой».

## Статистика
По состоянию на 24 февраля 2022 года
| Клуб                  | Лига                   | Сезон   | Чемпионат | Чемпионат | Кубок | Кубок | Дубль | Дубль |
| Клуб                  | Лига                   | Сезон   | Игры      | Голы      | Игры  | Голы  | Игры  | Голы  |
| --------------------- | ---------------------- | ------- | --------- | --------- | ----- | ----- | ----- | ----- |
| Черноморец-2 (Одесса) | Вторая лига Украины    | 2010/11 | 20        | 1         |       |       |       |       |
| Черноморец (Одесса)   | Премьер-лига Украины   | 2011/12 |           |           |       |       | 14    | 0     |
| Металлург (Донецк)    | Премьер-лига Украины   | 2011/12 |           |           |       |       | 4     | 0     |
| Металлург (Донецк)    | Премьер-лига Украины   | 2012/13 |           |           |       |       | 15    | 0     |
| Говерла (Ужгород)     | Премьер-лига Украины   | 2013/14 |           |           |       |       | 13    | 0     |
| Джюгас (Тельшяй)      | Первая лига Литвы      | 2015    | 12        | 0         | 1     | 0     |       |       |
| Джюгас (Тельшяй)      | Первая лига Литвы      | 2016    | 26        | 3         | 3     | 2     |       |       |
| Буковина (Черновцы)   | Первая лига Украины    | 2016/17 | 5         | 0         |       |       |       |       |
| Реал Фарма (Одесса)   | Вторая лига Украины    | 2017/18 | 7         | 0         |       |       |       |       |
| Грбаль (Радановичи)   | Высшая лига Черногории | 2019/20 | 11        | 0         | 2     | 1     |       |       |
| Нива (Винница)        | Вторая лига Украины    | 2020/21 | 22        | 1         | 3     | 0     |       |       |
| Нива (Винница)        | Вторая лига Украины    | 2021/22 | 13        | 1         | 1     | 0     |       |       |